# Creta (geologia)
|  | Per a altres significats, vegeu «Creta». |

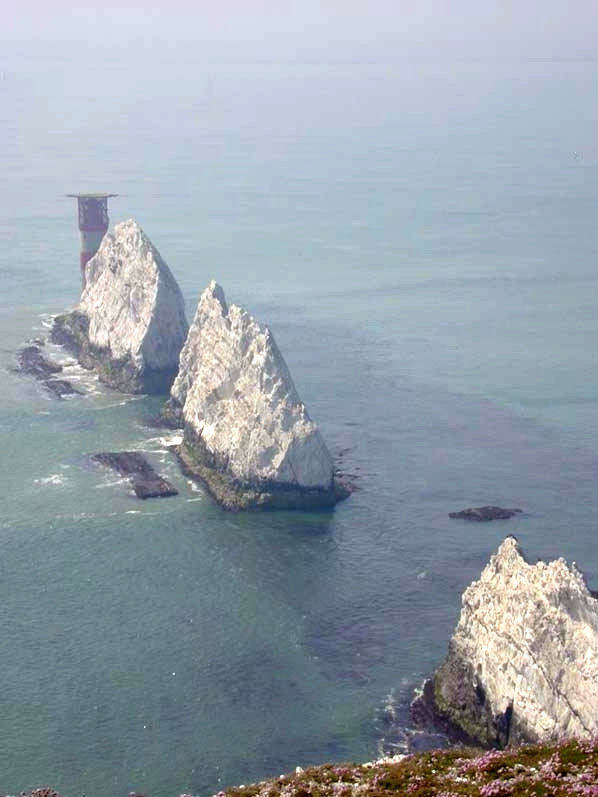
The Needles, a l'illa de Wight, són part de la gran formació de creta del sud d'Anglaterra.

La creta és una roca sedimentària blanca i porosa, una forma de pedra calcària composta pel mineral calcita. La calcita és carbonat de calci o CaCO₃. Es forma sota condicions marines profundes per l'acumulació gradual de petites plaques de calcita (cocòlits) posades per microorganismes anomenats cocolitòfors. És comú trobar nòduls de chert o sílex embeguts en la creta. La paraula creta es pot referir a altres compostos incloent silicat de magnesi i sulfat de calci.

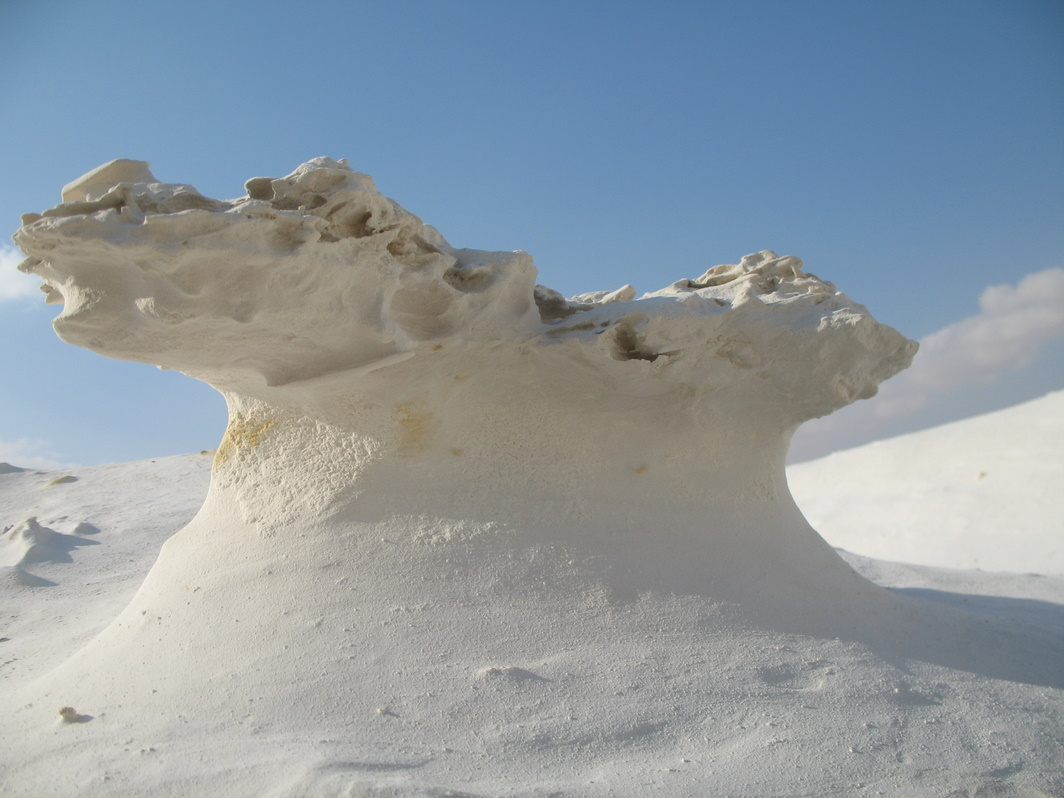
"Corbes de creta de Nitzana" al Nègueb, Israel que són dipòsits de creta formats al Mesozoic al Mar de Tetis

La creta resisteix més la meteorització que l'argila amb la qual normalment està associada, formant així penya-segats als litorals. La creta, per la seva porositat, pot acumular molta aigua i alliberar-la en les estacions seques.

## Usos

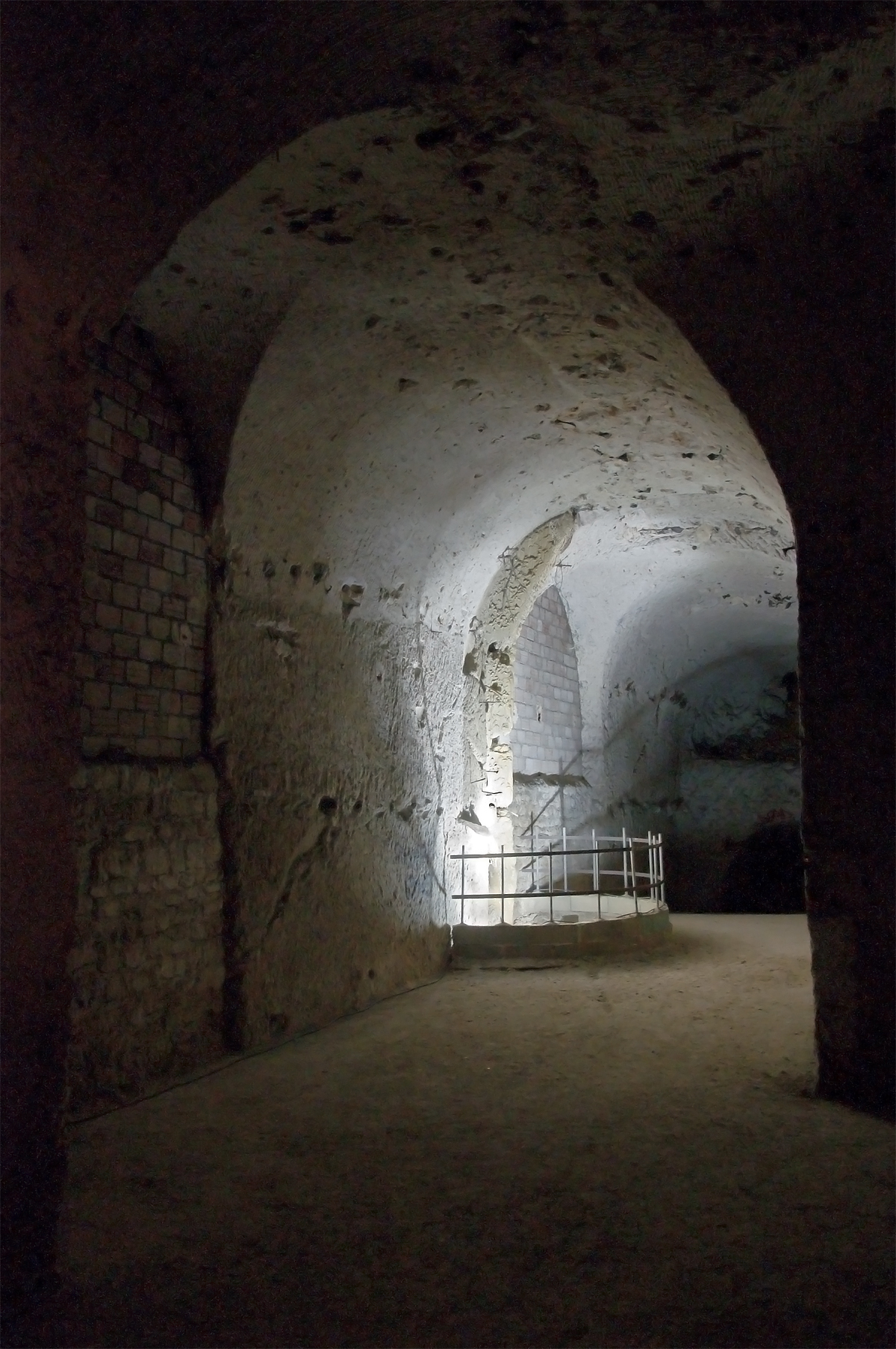
Meudon, França.

La creta es fa servir per fer la calç viva i la calç apagada usada en el morter de calç en la construcció. Es pot utilitzar com el guix per escriure o dibuixar en superfícies rugoses. En agricultura la creta es fa servir per elevar el pH dels sòls àcids.
En esports com el tennis es fa servir per marcar els límits del terreny de joc però actualment es fa servir més el diòxid de titani.
En gimnàstica tradicionalment es feia servir la creta per a les mans, actualment es fa servir però, el carbonat de magnesi. La creta pot ser un ingredient de la pasta dentífrica, també en el poliment de metalls.